# دینگ فنگ (تیرانداز ورزشی)
دینگ فنگ (انگلیسی: Ding Feng؛ زادهٔ ۱۹ مارس ۱۹۸۷) ورزشکار ورزش تیراندازی اهل چین است. وی در مسابقات کشوری و بین‌المللی در مجموع برندهٔ ۱ مدال برنز شده‌است.